# Подол (Полтава)
Подол (укр. Подiл) — историческая местность, находящаяся в Подольском районе Полтавы.

## География
Подол — это историческая местность Полтавы, которая расположена в излучине реки Ворсклы, на её правом берегу. Согласно современному административному разделу города, к историческому Подолу относятся микрорайон Левада, а также территориальные формирования Левый Подол (местность севернее улицы Небесной Сотни) и Правый Подол (между улицей Небесной Сотни и Левадой). На Подоле проживают более 31,8 тысячи жителей, из которых 13990 живут на Леваде, 11115 на Правом Подоле, и 6765 на Левом Подоле. Общая площадь Подола составляет около 640 гектаров.

## История
Подол известен с XVII века как пригород и район простолюдинов, ремесленников и купцов, протянувшийся вдоль Ворсклы между ее берегами и крепостью.
В 1859 году на Подоле насчитывалось 45 дворов и 183 жителя. На месте, где находится площадь Богдана Хмельницкого и окружающие ее многоэтажки, с середины XIX века была большая Конно-Ярмарочная площадь. Именно на этой площади проходила знаменитая Ильинская ярмарка, перенесённая из Ромен в Полтаву в 1852 году. Сначала здесь продавали лошадей, скот, овец, шкуры, воск, мед, масло, водку, крестьянские изделия, одежду, земледельческие орудия и др. Позже почти половина общей стоимости проданных товаров приходилась на хлопчатобумажные, шёлковые, шерстяные, льняные и конопляные ткани и сукна. Ильинской ярмарке принадлежало одно из первых мест в стране в торговле шерстью. Ярмарка также была значительным рынком сбыта товаров, привезённых из-за границы. Официально он длился с 10 по 20 июля и собирал до 40 тысяч посетителей.
В 1883 году на Подоле уже было 34 двора и 197 жителей. В 1887 году улицы Подола имели названия Рождественская (ныне нижняя часть улицы Небесной Сотни) и Николаевская (сейчас имеет название улица Героев Азова). Также было несколько переулков. Подоляне имели и собственную церковь Рождества Богородицы (находившуюся на пересечении улиц Героев Азова и Небесной Сотни). На месте, где сейчас находится Полтавский мелькомбинат (ул. Небесной Сотни, 69), находилась мукомольная паровая мельница М. Молдавского.
В 1864 году правительством Российской империи было принято решение построить железную дорогу, которая соединила бы Одессу через Николаев, Полтаву и Харьков с Москвой. В августе 1870 года начала работу железнодорожная линия Полтава — Кременчуг. За Ворсклой была построена железнодорожная станция, а рядом были сооружены паровозоремонтные мастерские. Город со станцией связывал деревянный Ново-Николаевский мост. После этого Подол стал районом пролетариата, рабочих и железнодорожников. Которым, по большому счету, остается до сих пор.
В 1923 году на берегу Ворсклы (ул. 50-летия Советской власти, ныне Старый Подол) была построена Полтавская городская электростанция. В 1941 году её мощность достигала 12000 кВт. Во время Великой Отечественной войны электростанция была разрушена. Она была восстановлена сразу после освобождения Полтавы в 1943—1944 годах. Сегодня на этом месте находится ОАО «Полтаваоблэнерго».
В последние 3—4 десятилетия Подол развивается и как зона отдыха полтавчан. В 1970-х годах на берегу Ворсклы был построен большой спортивно-оздоровительный комплекс «Турист» (проект М. Жданова, архитектор В. Зволынский).
На намывных песках Приворскля в 1980-х годах началось строительство экспериментального жилмассива «Левада». По мере строительства, которое идёт и сейчас, жилмассив превратился в самостоятельный микрорайон. В 1994 году на Леваду была проложена троллейбусная линия, которая соединила микрорайон с центром города.

## Промышленность

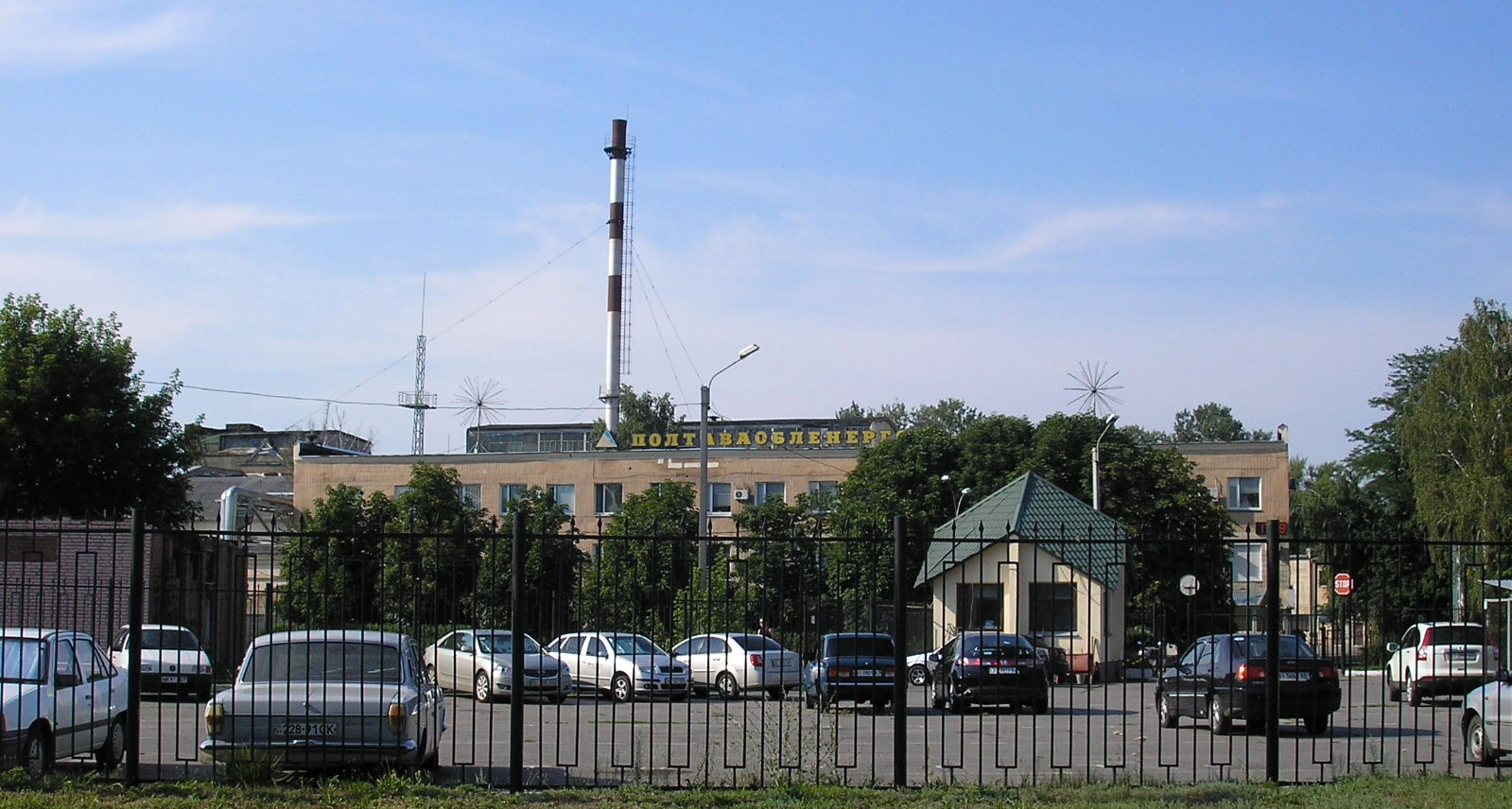

- Государственное предприятие "Полтавский комбинат хлебопродуктов" (улица Небесной Сотни, 69)
- Открытое акционерное общество «Полтаваоблэнерго» (улица Старый Подол, 5)
- Открытое акционерное общество "Полтавский опытный механический завод" (улица Панянка, 36)
- Открытое акционерное общество «Полтававторресурсы» (проспект Мира, 10).

## Спорт

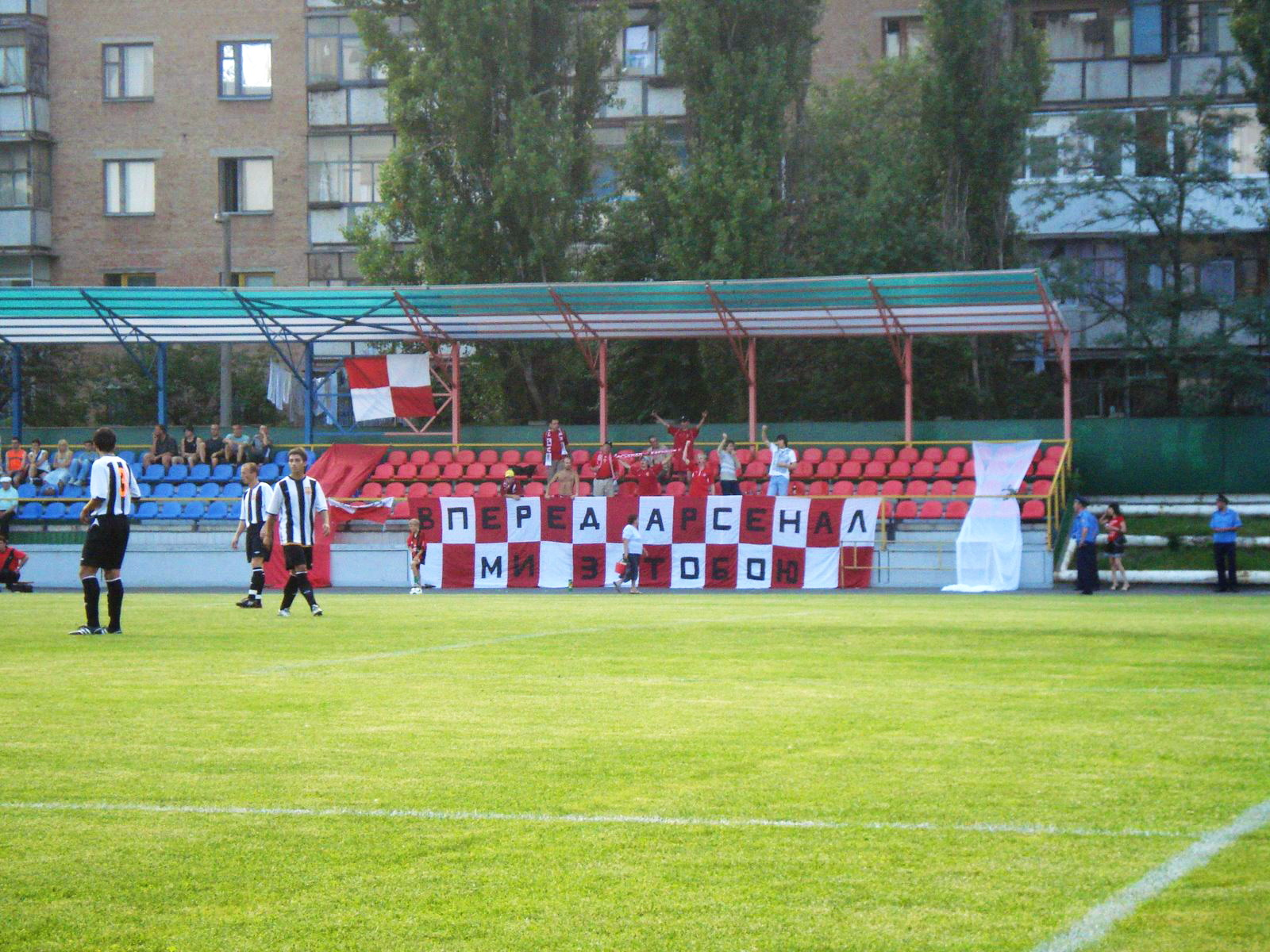
Вулиця Анатолія Кукоби. Стадіон «Локомотив».
т

Недавно на Подоле на улице Богдана Хмельницкого, 20) открылся филиал КНУКиМ - Полтавский факультет Киевского национального университета культуры и искусств.
Факультет готовит специалистов по специальностям:
- специалист международного туризма, переводчик
- менеджер гостинично-ресторанного бизнеса;
- модельер-парикмахер
- режиссеры эстрады и массовых праздников;
- документовед, менеджер органов государственной власти и управления.

На Подоле есть четыре общеобразовательных школы: 2-я (улица Героев Азова, 10), 20-я (улица Героев Азова, 25), 37-я (бульвар Богдана Хмельницкого, 20), гимназия № 17 (бульвар Богдана Хмельницкого, 15).

## Здравоохранение
На Леваде находится городской детский лечебный комплекс – Полтавская детская городская клиническая больница (Рыбальский переулок, 10-я). Недалеко от нее находится 3-я городская клиническая поликлиника (Рыбальский переулок, 10-в).